# 埃塔利得斯
埃塔利得斯是赫尔墨斯与欧波勒米亚（密尔米东 (英雄)之女）的儿子。他是阿尔戈英雄的先锋。他的父亲允许他挑选除了不朽外的任何能力，于是他选择了“过目不忘”，即生死轮回亦无法抹去的，永不消退的记忆力。作为赫尔墨斯的儿子，他被特别准许在陽間和冥界之间往返。埃塔利得斯保留着记忆依次转生为欧福耳布斯、赫尔墨提姆斯、皮鲁士和毕达哥拉斯。